# Нобл, Эдмунд
Эдмунд Нобл (англ. Edmund Noble; 8 января 1853, Глазго — 8 января 1937, Бостон) — англо-американский публицист и журналист. При жизни Нобл был относительно малоизвестным журналистом. Но все его работы получали отзывы в американской прессе, а после смерти The New York Times откликнулась небольшим некрологом. Кроме того, Нобл активно интересовался Россией, знал русский язык и был женат на русской писательнице Лидии Львовне Пименовой-Нобл (1864—1934). Одна из его дочерей, Лидия Эдмундовна Нобл (1892—1929), была поэтессой, которая переводила стихотворения русского поэта Константина Бальмонта на английский язык.

## Образование и начальная карьера
Нобл окончил начальную школу в городе Сент-Хеленс графства Ланкастер. С 19 лет он начал работать журналистом в местных газетах. В 1872—1873 гг. — репортер и редактор газеты «St. Helen’s Standard», в 1873—1882 гг. Нобл работал в газете «Liverpool Courier». В 1882 г. Нобл как специальный корреспондент английских газет «Daily News», «Daily Globe», «Manchester Guardian», «Glasgow Herald» отправился в Россию.

## Интерес к России
В 1882—1884 гг. Нобл работал в России в качестве английского журналиста. Здесь он познакомился со своей будущей женой Лидией Львовной Пименовой, участницей нелегальных кружков в Петербурге. За время пребывания в России Нобл стал ярым критиком самодержавия, что четко отразилось в его книге «The Russian Revolt, Its Causes, Condition, and Prospects» (1885). После отъезда из России чета Ноблов перебралась в Бостон, США, где они и прожили всю жизнь. В Бостоне Нобл продолжил работать журналистом, сотрудничая теперь уже с американскими газетами. Его основным местом работы была редакция газеты «Boston Herald», в которой он проработал до 1931 г.
Нобл проявил заинтересованность и желание участвовать в зарубежной агитации русских политэмигрантов. Во время посещения Бостона русским революционером С. М. Степняком-Кравчинским в марте-апреле 1891 г. было образовано Общество американских друзей русской свободы, выступавшее за либеральные реформы в России. С осени 1891 г. Нобл стал секретарем организации, а с января 1892 г. был редактором журнала «Free Russia», который издавался в Нью-Йорке русским политэмигрантом Л. Б. Гольденбергом (1846—1916). В июне 1894 г. из-за нехватки средств вышел последний номер печатного органа Общества, однако Нобл сохранил за собой пост секретаря, хотя Общество также фактически прекратило свою деятельность. Формально секретарем Нобл оставался до 1904 г., когда Общество было реорганизовано уже без его участия.
В 1900 г. Нобл написал новую книгу о России, «Russia and the Russians», в которой попытался предсказать политическое будущее России. В это же время, с 1899 по 1902 г., Нобл сотрудничал с лондонским изданием журнала «Free Russia», который редактировал Ф. В. Волховский.
Впоследствии Нобл больше интересовался философскими вопросами, издав в 1920-е гг. несколько статей и книг.

## Труды Нобла
- Noble E. The Russian Revolt, Its Causes, Condition, and Prospects. Houghton, Mifflin & Co. Boston, 1885.
- Noble E. Suggestion as a Factor in Social Progress // International Journal of Ethics. 1898. Vol. 8. № 2. Р. 214—228.
- Noble E. Russia and the Russians. Houghton, Mifflin & Co. Boston, 1900.
- Pimenoff-Noble L.L., Noble E. Before the Dawn: A Story of Russian Life. Houghton, Mifflin & Co. Boston, 1901.
- Noble E. The Objective Element in Esthetics // The Philosophical Review. 1921. Vol. 30. № 3. Р. 271—281.
- Noble E. The Ways of Nature Beyond Darwinism // The Philosophical Review. 1925. Vol. 34. № 4. Р. 380—388.